# Banisteriopsis variabilis
Banisteriopsis variabilis är en tvåhjärtbladig växtart som beskrevs av B. Gates. Banisteriopsis variabilis ingår i släktet Banisteriopsis och familjen Malpighiaceae. Inga underarter finns listade i Catalogue of Life.